# Christiana Uikiza
Christiana Uikiza, hrvatska jazz, soul i pop kantautorica. Živi i radi u Beču. Pripadnica je hrvatske manjine iz Rumunjske.

## Životopis
U Temišvaru je završila Pedagošku gimnaziju. Zaposlila se je kao učiteljica ali je nakon samo jednog dana odustala od toga i odlučila se za glazbu kao životni put. Potom je studirala i završila novinarstvo na političkim znanostima u Zagrebu. Nakon završetka studija vratila se je u Beč. U Austriji se je glazbeno usavršavala i ostala. Deset je pjevala u popularnom sastavu gradišćanskih Hrvata Paxu. Surađivala je s poznatim svjetskim glazbenim imenima poput Toma Jonesa, Kevina Mahoganyja, Davida Sanborna, Vinniea Colaiute, Domenica Millera do Herbieja Hancocka. Objavila je svoj kantautorski album s jazz standardima How to Get.

## Vanjske poveznice
- YouTube